# هدف اسلحه
هدف اسلحه (به انگلیسی: Gunpoint) یک فیلم وسترن محصول سال ۱۹۶۶ به کارگردانی ارل بلامی و بازی آودی مورفی است. این اثر آخرین فیلم مورفی برای یونیورسال پیکچرز می‌باشد.